# Irène de Thessalonique
Pour les articles homonymes, voir Sainte Irène.
Irène de Thessalonique († 304) est une sainte chrétienne fêtée en Occident le 5 avril et en Orient le 16 avril. Elle meurt martyrisée avec ses deux sœurs, trois compagnes et un compagnon.
Irène (dont le nom signifie en grec Paix) et ses deux sœurs, Agapi (Charité) et Chiona (Neige), étaient très attirées par la foi chrétienne. Elles avaient rassemblé des livres pour s'instruire de l'enseignement de Jésus-Christ et de ses apôtres.
Pendant la persécution de Dioclétien, les trois sœurs se cachèrent dans une montagne voisine de leur ville de Thessalonique. Mais, lors d'une visite au domicile familial, elles furent surprises et arrêtées. Le gouverneur Dulcetius leur enjoignit alors de remettre leurs livres conformément à la loi impériale, afin qu'ils soient détruits, mais elles refusèrent fermement.
Agapi et Chiona furent livrées à la mort les premières, brûlées vives dans un brasier. Elles eurent comme compagnes Eutychie, Philippa et Casie, et comme compagnon Agathon. Peu de temps après, Irène subit le même sort que ses sœurs.
Au XIIIe siècle, ses reliques furent apportées à Lecce dans les Pouilles (Italie). Sa tête fut, quant à elle, confiée aux moines de l'abbaye d'Hautecombe, en Savoie, abbaye désormais placée sous son patronage.